# Falvay Károly
Falvay Károly (Gibárt, 1924. október 25. – Budapest, 2010. április 16.) mérnök, koreográfus, táncos, szakíró. Egész életét a magyar néptánc kutatásának és színpadi művészi feldolgozásának áldozta.

## Élete
Tanulmányait 1942–49-ben a Budapesti Műszaki Egyetemen végezte, ezalatt ismerkedett meg a néptánccal még 1942-ben. Mestere Molnár István volt, akinek később asszisztense és munkatársa lett. 1952–1974 között a budapesti Építők Vadrózsák Táncegyüttes vezetője, amellyel 1954-ben Ausztriában, Pozsonyban és 1956 nyarán Franciaországban lépett fel több hivatásos szintű művel, mint pl. a Hess Héja című dramatikus leánytánc (1954), amely több, mint másfélezer előadást ért meg.
1967-ben megvált az egyesülettől, és a Pesti Színházban önálló táncműsort adott. Ennek kiemelkedő száma a hétperces Curriculum vitae volt, amelyet zene nélkül, Ady-versekre, csak lábcsengőkkel kísérve adott elő. Ugyanitt mutatott be két erdélyi táncost: Fekete Jánost és Mátyás Istvánt nagy sikerrel.
Az 1970–80-as években a moldáviai Zsok Együttes, valamint dél-amerikai magyar néptáncegyüttesek vendégkoreográfusa. 1974-ben műveket tanított be a torontói Kodály Együttes 15 éves évfordulójára, amivel elindította Kanada és az USA magyar „Pontozó szemináriumait” és táncversenyeit. Részese lett az Amerikai–Magyar Folklórcentrum (AHFC) megalapításának. 1978-ban a Columbia Egyetem nyári szemináriumán tartott előadásokat és irányította a gyakorlati tanítást. Ötvenévesen meghívták a kanadai olimpikon-tornászcsapat műhelyébe. Itthon az Avas Egyesület számára készült 25 perces Matyó menyegzőt Horváth Ádám vette filmre, amely európai nagydíjat kapott. Közismert a Széki ballada c. táncfilmje is (1964). 1999-ben 75 évesen táncolt legényest az Operagálában.

## Tánctudományi munkássága
Az 1980-as években a kaukázusi táncok magyar összefüggéseit tanulmányozta a csecseneknél és erről beszámolói jelentek meg. Majd elkezd foglalkozni az életkorral összefüggő mozgásfejlesztéssel: előadásokat tartott a debreceni KLTE konferenciáin. Ritmikus mozgás Énekes játék c. munkája (1990) hozzájárult az óvodai mozgásnevelés fellendüléséhez. Másfél évtizeden át volt a Magyar Tánctudományi Társaság alelnöke. A TTT-ben több tanulmánya jelent meg. Legutolsó kötete Boldogasszony - a női szerep a magyar hitvilág tükrében címmel jelent meg 2001-ben.

## Munkái
- Hess, héja. Lőrincrévi táncok. Népművelési Propaganda Iroda, Budapest, 1973
- Ritmikus mozgás Énekes játék. Országos Pedagógiai Intézet, 1990
- Huszonhét magyar népi játék. 6-14 éves lányoknak, fiúknak. UNIÓ Lap- és Könyvkiadó Kereskedelmi Kft. é.n.
- Lélektől-lélekig. Balatoni Népfőiskola Siófokon 1947-49. Smaragdpress Kiadó. Siófok, 1997
- Boldogasszony - a női szerep a magyar hitvilág tükrében. 2001, 2006
- Számos tanulmánya jelent meg a Táncművészet és a Tánctudományi Tanulmányok folyóiratokban.

## Főbb koreográfiái
- Hess, héja! (1954)
- Sárga rózsa (1961)
- Háry János (1964)